# Çal, Denizli
Çal là một huyện thuộc tỉnh Denizli, Thổ Nhĩ Kỳ. Huyện có diện tích 886 km² và dân số thời điểm năm 2007 là 24157 người, mật độ 27 người/km².